# Slag bij Dreux

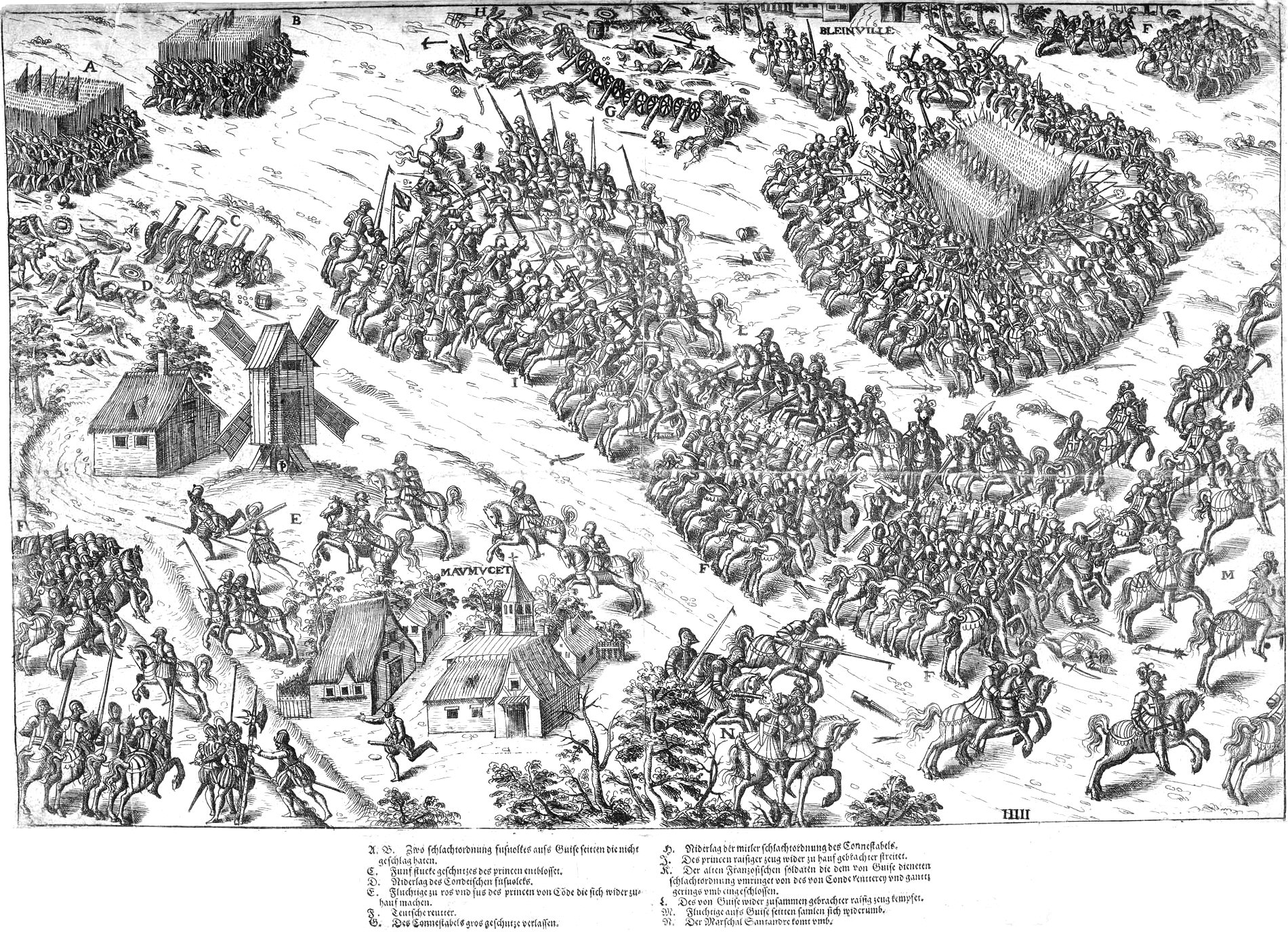
Slag bij Dreux

De Slag bij Dreux vond plaats op 19 december 1562 ten zuiden van Dreux en was het resultaat van het Bloedbad van Wassy. De slag is onderdeel van de eerste Hugenotenoorlog.
De katholieke troepen stonden onder leiding van hertog Frans van Guise, hertog Anne van Montmorency en Jacques d’Albon, seigneur de St. André en bestond naast Franse troepen ook uit Zwitserse legers en steun van legers uit Spanje. De protestanten werden aangevoerd door Lodewijk I van Bourbon-Condé en Gaspard de Coligny en hadden de steun van de Engelsen en Duitse huurlingen.
Tijdens de slag vielen aan beide zijden tezamen meer dan 8.000 doden. De hertog van Montmorency werd al bij het begin gevangengenomen, terwijl Maarschalk de St. André in de loop van de strijd om het leven kwam. Ook de vorst van Condé werd gevangengenomen. De strijd werd uiteindelijk gewonnen enerzijds door de kracht van de Zwitserse legers aan katholieke kant, anderzijds door de desertie en het gebrek aan discipline bij de huurlingen aan de protestantse zijde.
Na de moord op de hertog van Guise in 1563 kon Catharina de' Medici, die optrad als regentes voor de minderjarige koning Karel IX en zich beperkt had gezien door het optreden van de aanvoerders van de katholieke liga, tot een eerste vredesverdrag komen met de hugenoten (het Edict van Amboise), die een zekere godsdienstvrijheid toestond voor de adel.